# Amar Sbeihi
Amar Sbeihi (12 de junio de 1970) es un deportista jordano que compitió en taekwondo. Ganó una medalla en el Campeonato Mundial de Taekwondo de 1987, y dos medallas en el Campeonato Asiático de Taekwondo en los años 1990 y 1994.

## Palmarés internacional
| Campeonato Mundial  | Campeonato Mundial | Campeonato Mundial | Campeonato Mundial |
| Año                 | Lugar              | Medalla            | Categoría          |
| ------------------- | ------------------ | ------------------ | ------------------ |
| 1987                | Barcelona (España) | Medalla de bronce  | –83 kg             |
| Campeonato Asiático |                    |                    |                    |
| Año                 | Lugar              | Medalla            | Categoría          |
| 1990                | Taipéi ( Taiwán)   | Medalla de bronce  | –83 kg             |
| 1994                | Manila ()          | Medalla de plata   | –83 kg             |